# Generalkommando

Stab Generalkommando — Stander — (1871–1918)

Generalkommando war in der Bayerischen, Preußischen, Sächsischen und Württembergischen Armee vor und während des Ersten Weltkrieges sowie in der Wehrmacht zur Zeit des Nationalsozialismus die Bezeichnung für die Kommando- und Verwaltungsbehörde eines Armeekorps sowie des zugehörigen Korpsbezirks. Der Befehlshaber des Generalkommandos war ein Kommandierender General.

## Stellung
Kommandierende Generale standen in der Regel im Rang eines Generals der Infanterie bzw. der Kavallerie oder der Artillerie. Da bis zum Ersten Weltkrieg in Friedenszeiten militärische Formationen oberhalb der Korps-Ebene (Armee, Heeresgruppe) nicht bekannt waren und die Korps direkt durch deren militärische Befehlshaber geführt wurden, genossen diese eine herausragende Stellung im militärischen und staatlichen Gefüge; so stand ihnen unter anderem Immediatrecht beim Deutschen Kaiser bzw. Landesfürsten zu.

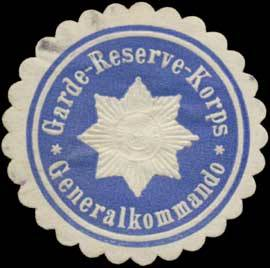
Siegelmarke des Generalkommandos Garde-Reserve-Korps

## Organisation
Dem Kommandierenden General stand ein Stab zur Seite, der aus dem Chef des Stabes, einigen Generalstabsoffizieren und Adjutanten bestand. Im Kriegsfalle wurde der Stab um einen General der Artillerie und einen höheren Ingenieuroffizier mit eigenem Stab erweitert.
In Verwaltungsangelegenheiten und anderen Dienstpflichten halfen
- die Intendantur,
- das Sanitätsamt mit dem Korpsarzt,
- das Oberkriegsgericht,
- ein  Militäroberpfarrer und
- ein  Korps-Roßarzt

Die Gesamtheit dieser Personen bildete das Generalkommando. Weniger wichtige Verfügungen, die der Kommandierende General nicht selbst zeichnete, wurden vom Generalkommando erlassen und vom Chef des Stabes abgezeichnet.
Bei der Mobilmachung eines Generalkommandos wurde im zugehörigen Korpsbezirk bzw. Wehrkreis ein „Stellvertretendes Generalkommando“ gebildet, das die territorialen Aufgaben des Generalkommandos übernahm. Befehlshaber des Stellvertretenden Generalkommandos war der Stellvertretende Kommandierende General. Während des Ersten Weltkriegs wurden ab 1916 Generalkommandos z. b. V. (Generalkommandos zur besonderen Verwendung) eingerichtet. Diese waren reine Kommandostellen, die militärischen Einheiten wurden ihnen nach Bedarf zugeordnet.